# Garagerock

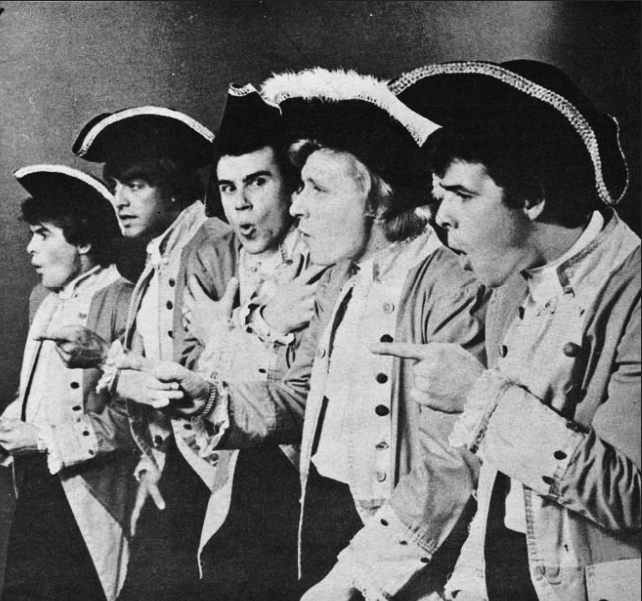
Paul Revere and the Raiders 1965

Garagerock är en musikgenre som växte sig stor i början på 1960-talet, främst i USA, men även i andra länder. Ynglingar som lyssnade på brittiska band som The Kinks, The Rolling Stones och The Beatles blev själva inspirerade att börja spela. Termen garagerock användes dock inte på 1960-talet utan tillkom senare. En viktig faktor i populariseringen av garagerock var samlingsalbumet Nuggets: Original Artyfacts from the First Psychedelic Era, 1965–1968 som gavs ut av Elektra Records 1972.
Då de var amatörer blev ljudbilden ofta rå, slarvig och ostädad, men det var just det som var det speciella. Många av dessa grupper höll också till i garage då de övade, därav namnet på genren. Låtarna var ofta enkelt uppbyggda kring tre ackord, och texterna var enkla och handlade ofta om någon flicka eller hur kul det var med partyn. De flesta garagerockband var stora på lokal nivå, och de som mot förmodan lyckades ta sig upp på nationell nivå fick ofta bara en stor hit. En låt som ofta är omnämnd som den första i genren är The Kingsmens inspelning av "Louie Louie" från 1963.
Garagerocken har inspirerat till bland annat punkrock, grunge och collegerock.

## Garagerock-grupper
| - ? and the Mysterians - 13th Floor Elevators - Los Saicos - The Barbarians - Barry and the Remains - Blues Magoos - The Castaways - The Chocolate Watchband - The Count Five - The Electric Prunes - The Human Beinz - The Kingsmen - The Knickerbockers - The Leaves - MC5 | - Mouse and the Traps - The Movements - Music Explosion - The Music Machine - Paul Revere and the Raiders - The Premiers - The Seeds - Shadows of Knight - The Sonics - The Standells - The Strangeloves - The Swingin' Medallions - The Syndicate of Sound - The Hives - The Trashmen - Iggy Pop |

## Kända låtar
- "96 Tears" - ? and the Mysterians
- "You're Gonna Miss Me" - 13th Floor Elevators
- "The Passenger Iggy Pop
- "Liar, Liar" - The Castaways
- "Psychotic Reaction" - Count Five
- "Hate to Say I Told You So" - The Hives
- "Louie Louie" - The Kingsmen
- "Hey Joe" - The Leaves
- "A Public Execution" - Mouse and the Traps
- "Real Wild Child Iggy Pop
- "Talk Talk" - The Music Machine
- "Pushin' too Hard" - The Seeds
- "Gloria" - Shadows of Knight
- "Lust For Life Iggy Pop
- "The Witch" - The Sonics
- "Dirty Water" - The Standells
- "I Want Candy" - The Strangeloves
- "Double Shout of My Baby's Love" - The Swingin' Medallions
- "Tick Tick Boom" - The Hives